# 신상학
신상학(辛相學, 1913년 ~ 1975년 2월 24일)은 대한민국의 정치인이다.

## 생애
소학교를 졸업하고 상업에 종사하였다. 해방 이후 1948년 5월 10일 경남 김해갑에서 제헌 국회의원으로 당선되었다. 1949년 5월, 일본인이 1937년에 창업하고 미군정기 한국인에게 불하한 조선일모주식회사 이사장으로 취임했다.

## 역대 선거 결과
|  | 28.58% |

|  | 2.35% |

## 참고자료
- 《대한민국 의정총람》, 국회의원총람발간위원회, 1994년
- 신상학 - 대한민국헌정회